# Toshimaru Nakamura
Toshimaru Nakamura est un musicien japonais, actif dans l'improvisation libre et le onkyo japonais.
Il a commencé sa carrière en jouant du rock and roll, de la guitare et a peu à peu exploré d'autres types de musique, même après l'abandon de la guitare, et a commencé à travailler sur le circuit bending. Il utilise une console de mixage comme un instrument de musique interactif live : « Nakamura joue de la console "no-input", reliant la sortie de la console vers  son entrée, puis manipulant le feedback audio résultant. » ,
La musique de Nakamura est décrite comme des « sons allant de hautes fréquences perçantes et des sifflets à des basses fréquences grondantes ».

## Sources
1. ↑  « Archived copy » (version du 5 août 2004 sur Internet Archive)
2. ↑  Todd S. Jenkins (2004). Free jazz and free improvisation, p.250.  (ISBN 0-313-29881-5). "His principal tool is his 'no-input' mixing board used to create feedback and tiny electronic sounds that are amplified tremendously."
3. ↑  « Toshimaru Nakamura interview », sur furious.com (consulté le 23 avril 2023).